# Візма
Візма (рум. Vizma) — село у повіті Тіміш в Румунії. Входить до складу комуни Секаш.
Село розташоване на відстані 372 км на північний захід від Бухареста, 50 км на схід від Тімішоари.

## Населення
За даними перепису населення 2002 року у селі проживали 16 осіб, усі — румуни. Усі жителі села рідною мовою назвали румунську.